# 徐清叟
徐清叟，字直翁，号德壹。福建浦城人。
嘉定七年(1214年)，中进士。端平(1234～1236年)初，任太常博士。后任殿中侍御史兼侍讲，曾知泉、温、婺、袁等州，召为权兵部尚书兼侍读。淳祐九年(1249年)，除签书枢密院事，进同知。淳祐十二年(1252年)，任参知政事。景定初年(1260～1264年)，知泉州。
死后谥忠简。